# John Monk Saunders
Pour les articles homonymes, voir Saunders.
John Monk Saunders est un scénariste et écrivain américain né le 22 novembre 1897 à Hinckley (Minnesota) et mort le 11 mars 1940 à Fort Myers (Floride).

## Biographie
John Monk Saunders suit des études à l'université du Minnesota. Au cours de la Première Guerre mondiale, il sert dans le United States Flying Corps en Floride où il entraîne les pilotes qui vont par la suite participer aux combats en Europe, mais il regrettera longtemps de ne pas y avoir lui-même participé.
Au début des années 1920, il est journaliste d'abord pour le Los Angeles Times, puis pour New York Tribune et The American Magazine, et il collabore régulièrement à Cosmopolitan et Liberty. En 1925 il vend une nouvelle, "A Maker of Gestures", à Famous Players-Lasky, ce qui le fait entrer à Hollywood.

## Théâtre
- 1931 : Nikki, comédie musicale, livret de John Monk Saunders, musique de Philip Charig, lyrics de James Dyrenforth
- 1931 : Romance de Edward Sheldon : un majordome

## Romans
- 1927 : Wings
- 1931 : Single Lady (Ed. Brewer & Warren) ; trad. fr. Le Dernier Vol, trad. et introd. Philippe Garnier, Paris, Quai Voltaire, La Table ronde, 320 p., 2022.
- 1931 : The Last Flight (Ed. Grosset & Dunlap)

## Filmographie
- 1925 : Le Diable au corps (en) de Paul Sloane
- 1925 : L'Intrépide Amoureux (en) de Paul Sloane
- 1927 : Les Ailes (Wings) de William A. Wellman et Harry d'Abbadie d'Arrast
- 1928 : Les Damnés de l'océan de Josef von Sternberg
- 1928 : Les Pilotes de la mort de William A. Wellman
- 1929 : She Goes to War de Henry King
- 1930 : La Patrouille de l'aube de Howard Hawks
- 1931 : Le Dernier Vol de William Dieterle
- 1931 : The Finger Points (L'Affront[réf. nécessaire]) de John Francis Dillon
- 1933 : Ace of Aces de J. Walter Ruben
- 1933 : L'Aigle et le Vautour de Stuart Walker
- 1935 : La Femme traquée de Mervyn LeRoy
- 1935 : Tel père, tel fils (en) de Richard Rosson
- 1935 : Le Bousilleur de Lloyd Bacon
- 1936 : La Conquête de l'air (également réalisateur)
- 1938 : La Patrouille de l'aube de Edmund Goulding
- 1938 : Star of the Circus (en) de Albert de Courville
- 1938 : Vive les étudiants de Jack Conway

## Récompenses
- Oscars du cinéma 1931 : Oscar de la meilleure histoire originale pour La Patrouille de l'aube